# Kirowske
Kirowske (ukrainisch Кіровське – ukrainisch offiziell seit dem 12. Mai 2016 Chrestiwka/Хрестівка; russisch Кировское Kirowskoje) ist eine Bergbaustadt im Donezbecken im Osten der Ukraine in der Oblast Donezk mit etwa 27.660 Einwohnern.

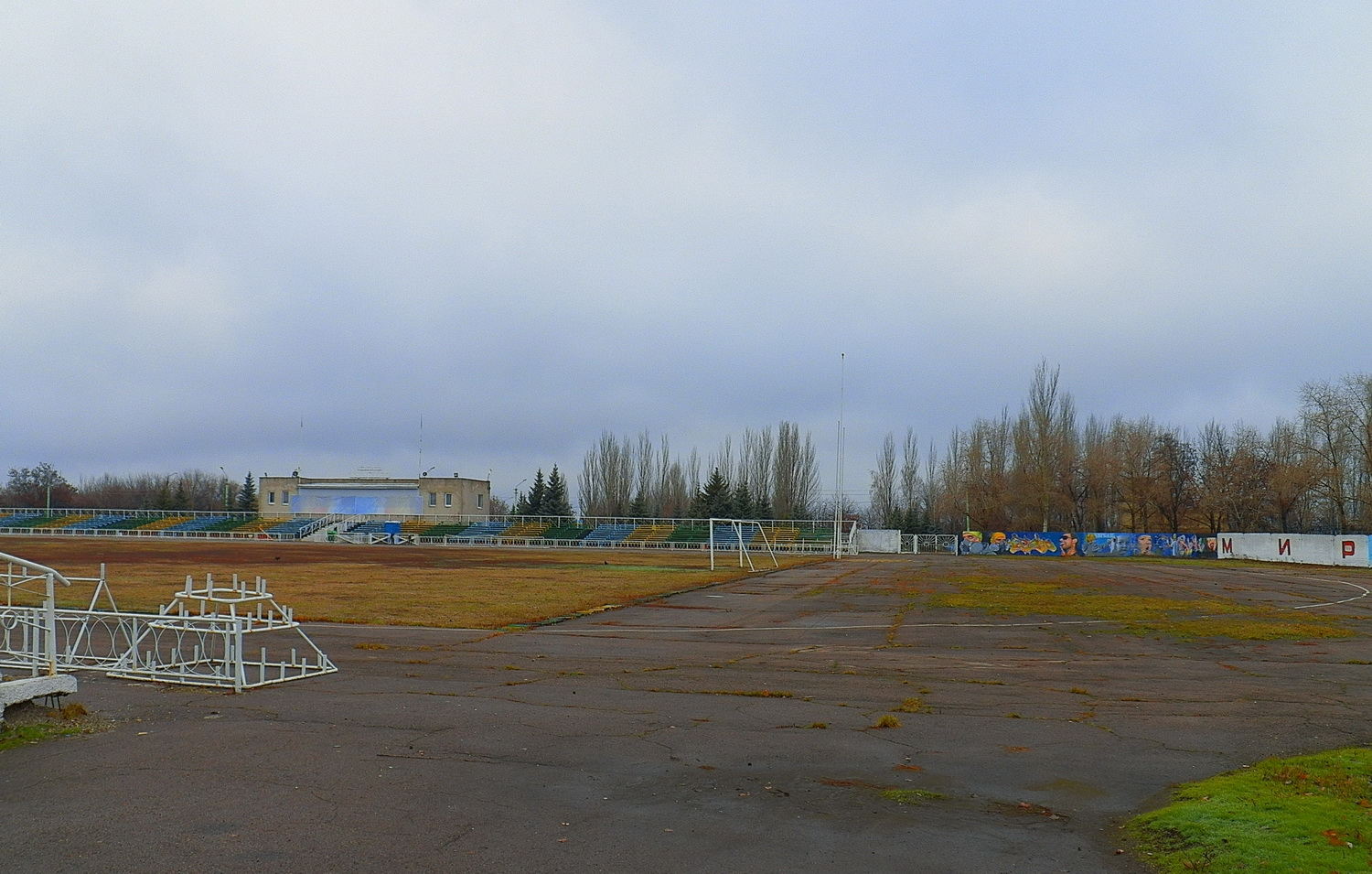
Sportplatz im Ort

Sie liegt etwa 80 Kilometer nordöstlich der Oblasthauptstadt Donezk und wurde 1954 als Bergarbeiterstadt zum Abbau der Kohlevorkommen nahe dem Dorf Krestowka (Крестовка) gegründet. Seit 1958 hat Kirowske, das nach dem sowjetischen Parteifunktionär Sergei Mironowitsch Kirow benannt ist, den Stadtstatus, von 1987 bis Juli 2020 war sie im Rang einer Stadt unter Oblastverwaltung.
Seit Sommer 2014 ist der Ort im Verlauf des Ukrainekrieges durch Separatisten der Volksrepublik Donezk besetzt und gehört nach Angaben der ukrainischen Regierung zu einem Gebiet, auf dem die Organe der Staatsmacht vorübergehend ihre Befugnisse nicht ausüben.

## Bevölkerung
| 1959   | 1970   | 1979   | 1989   | 2001   | 2005   | 2013   | 2019   |
| ------ | ------ | ------ | ------ | ------ | ------ | ------ | ------ |
| 16.314 | 17.364 | 20.376 | 32.552 | 30.910 | 29.742 | 28.015 | 27.660 |

Quelle: 1959–1979;
1989–2013